# Tremella fuciformis
A Tremella fuciformis é uma espécie de fungo que produz basidiocarpos (corpos de frutificação) brancos, semelhantes a frondes e gelatinosos. Ele é muito difundido, especialmente nos trópicos, onde pode ser encontrado nos galhos mortos de árvores latifoliadas. Esse fungo é cultivado comercialmente e é um dos fungos mais populares na culinária e na medicina da China. O T. fuciformis é comumente conhecido como fungo-da-neve, orelha-de-neve, fungo-da-orelha-prateada, cogumelo-gelatinoso-branco e orelhas-de-nuvem-branca.
O T. fuciformis é uma levedura parasita e cresce como uma película viscosa, semelhante a um muco, até encontrar seus hospedeiros preferidos, várias espécies de fungos Annulohypoxylon [en] (ou possivelmente Hypoxylon [en]), após o que invade, desencadeando o crescimento micelial agressivo necessário para formar os corpos frutíferos.

## Descrição
Os corpos frutíferos são gelatinosos, brancos e aquosos, com até 7,5 centímetros de diâmetro (maiores em espécimes cultivados) e compostos por frondes finas, mas eretas, semelhantes a algas marinhas e ramificadas, muitas vezes crocantes nas bordas. Microscopicamente, as hifas são fixadas e ocorrem em uma matriz gelatinosa densa. As células haustoriais surgem nas hifas, produzindo filamentos que se prendem e penetram nas hifas do hospedeiro. Os basídios são tremelóides (elipsóides, com septos oblíquos a verticais), com 10-13 μm × 6,5-10 μm, às vezes com pedúnculo. Os esporos são elipsoides, lisos, com 5-8 μm × 4-6 μm, e germinam por tubo hifal ou por células de levedura.

### Espécies similares
A Ductifera pululahuana é mais opaca, assim como a Sebacina sparassoidea [en], que cresce no chão.

## Taxonomia

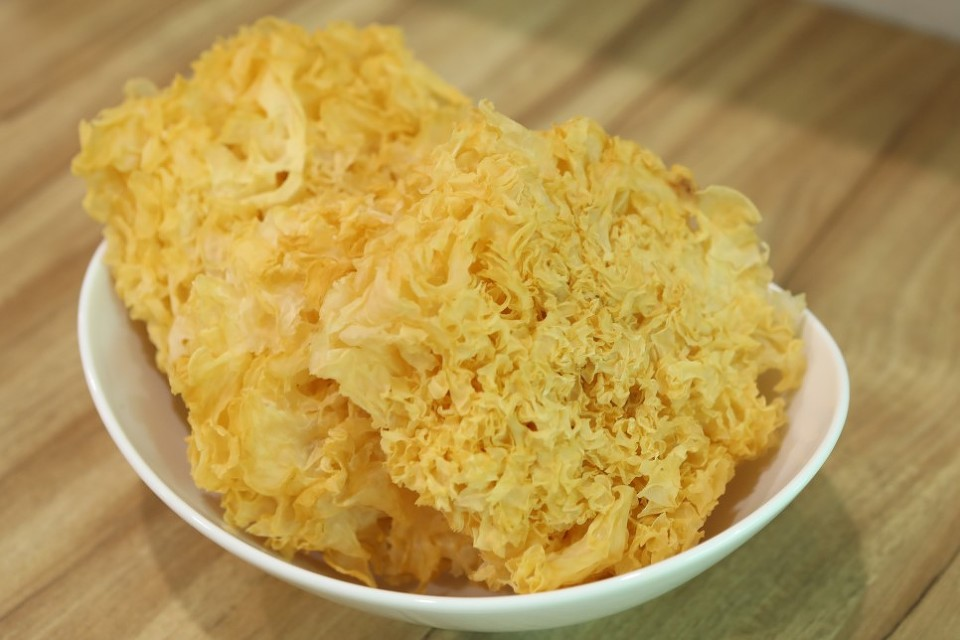
Eunibeoseot (em coreano: 은이버섯, “cogumelo-da-orelha-prateada”).

O Tremella fuciformis foi descrito pela primeira vez em 1856 pelo micologista inglês Miles Joseph Berkeley, com base em coletas feitas no Brasil pelo botânico e explorador Richard Spruce. Em 1939, o micologista japonês Yosio Kobayasi descreveu o Nakaiomyces nipponicus, um fungo de aparência semelhante que se diferenciava por ter espinhos escuros espalhados em sua superfície. Pesquisas posteriores, no entanto, mostraram que os corpos frutíferos eram de Tremella fuciformis parasitados por um ascomiceto, Ceratocystis epigloeum, que formava os espinhos escuros. Nakaiomyces nipponicus é, portanto, um sinônimo de T. fuciformis.
Em chinês mandarim, ele é chamado de 银耳 (yín ěr; literalmente “orelha-de-prata”), 雪耳 (xuě ěr; literalmente “orelha-de-neve”); ou 白木耳 (bái mù ěr, literalmente “orelha-de-madeira-branca”), e em japonês é chamado de shiro kikurage (シロキクラゲ, literalmente “água-viva-de-árvore-branca"). No Vietnã, ele é chamado de nấm tuyết ou ngân nhĩ.
De acordo com Paul Stamets, os nomes comuns de T. fuciformis incluem: cogumelo-gelatinoso-branco, fungo-gelatinoso-branco, folha-gelatinosa-branca, cogumelo-da-orelha-prateada, cogumelo-da-neve e cogumelo-crisântemo.

## Distribuição e habitat
O Tremella fuciformis é conhecido por ser um parasita de espécies de Hypoxylon. Muitas dessas espécies foram reatribuídas a um novo gênero, Annulohypoxylon, em 2005, incluindo seu hospedeiro preferido, Annulohypoxylon archeri [en], a espécie rotineiramente usada no cultivo comercial. Seguindo seu hospedeiro, os corpos frutíferos são normalmente encontrados em galhos mortos, presos ou recentemente caídos de árvores latifoliadas.
A espécie é principalmente tropical e subtropical, mas se estende a áreas temperadas da Ásia e da América do Norte. É conhecida na América do Sul e Central, no Caribe, em partes da América do Norte, na África subsaariana, no sul e no leste da Ásia, na Austrália, na Nova Zelândia (embora possa ser uma espécie nativa da Nova Zelândia), e nas ilhas do Pacífico.

## Usos
O Tremella fuciformis é cultivado na China pelo menos desde o século XIX.:159 Inicialmente, os postes de madeira adequados eram preparados e depois tratados de várias maneiras, na esperança de que fossem colonizados pelo fungo. Esse método aleatório de cultivo foi aprimorado quando os postes foram inoculados com esporos ou micélio. No entanto, a produção moderna só começou com a constatação de que tanto o Tremella quanto sua espécie hospedeira precisavam ser inoculadas no substrato para garantir o sucesso. O método de “cultura dupla”, agora usado comercialmente, emprega uma mistura de serragem inoculada com ambas as espécies de fungos e mantida em condições ideais. :327 A espécie mais popular para combinar com T. fuciformis é seu hospedeiro preferido, Annulohypoxylon archeri. A produção estimada na China em 1997 foi de 130.000 toneladas. O T. fuciformis também é cultivado em outros países do Leste Asiático, com algum cultivo limitado em outros lugares. :327
Na culinária chinesa, o T. fuciformis é tradicionalmente usado em pratos doces. Embora não tenha sabor, ele é valorizado por sua textura gelatinosa e por seus supostos benefícios medicinais. :329 Mais comumente, ele é usado para fazer uma sopa de sobremesa chamada luk mei (六味) em cantonês, muitas vezes em combinação com jujubas, longans secos e outros ingredientes. Ele também é usado como componente de uma bebida e como sorvete. Como o cultivo o tornou mais barato, ele agora é usado também em alguns pratos salgados. :329 Na culinária vietnamita, ele é frequentemente usado no Chè, um termo vietnamita que se refere a qualquer bebida doce tradicional vietnamita, sopa de sobremesa ou pudim.

## Cosméticos
O extrato de T. fuciformis é usado em produtos de beleza femininos da China, Coreia e Japão. Segundo informações, o fungo aumenta a retenção de umidade na pele e evita a degradação senil dos microvasos sanguíneos da pele, reduzindo as rugas e suavizando as linhas finas. Outros efeitos antienvelhecimento são decorrentes do aumento da presença de superóxido dismutase no cérebro e no fígado; essa é uma enzima que atua como um potente antioxidante em todo o corpo, especialmente na pele. Ele também pode ser usado para fins anti-inflamatórios. Os benefícios médicos advindos desse organismo são vastos e vão desde o aumento da saúde imunológica até a redução de doenças cardíacas. O T. fuciformis também é conhecido na medicina chinesa por nutrir os pulmões.